# 阿格达拉镇
阿格达拉镇是中华人民共和国新疆维吾尔自治区阿勒泰地区青河县下辖的一个镇。

## 行政区划
阿格达拉镇下辖以下村级行政区划单位：
和平社区、创业社区、新牧社区和阿格达拉村。